# Dennis Malura
Dennis Malura (* 20. Juni 1984 in Berlin) ist ein ehemaliger deutscher Fußballspieler.

## Karriere
Dennis Malura kam in Berlin zur Welt, wuchs jedoch in Solingen auf. Nach seinen Jugendjahren beim 1. FC Union Solingen spielte Malura für denselben Verein in der Oberliga Nordrhein im Angriff. Nach einem Wechsel 2005 zum Wuppertaler SV Borussia kam Malura zu 86 Einsätzen in der Regionalliga Nord, als Angreifer und im Mittelfeld. Zur Saison 2008/09 wechselte Malura zu Kickers Offenbach, um mit dem komplett neu formierten Team die erste Drittliga-Saison zu bestreiten. Bereits am ersten Spieltag wurde er eingewechselt. Ab der Saison 2009/10 wechselte er zum ebenfalls in der 3. Liga spielenden Traditionsklub FC Rot-Weiß Erfurt. Malura spielte in Erfurt vornehmlich auf der rechten defensiven Außenbahn. Sein erstes Tor erzielte er am 30. April 2010 beim 1:1-Unentschieden gegen den SV Wehen Wiesbaden.
Nach insgesamt 66 Spielen für RWE wechselte er im Sommer 2011 zum Zweitligisten TSV 1860 München, wo er als Nachfolger für Antonio Rukavina, der den Verein verlassen sollte, auf der rechten Verteidigerposition vorgesehen war. In den ersten beiden Saisonspielen stand er in der Startaufstellung, ebenso beim Pokalerstrundenspiel in Osnabrück. Dort wurde er aber zur Halbzeit für Rukavina ausgewechselt, der nun doch beim TSV 1860 geblieben war. Danach stand Malura keinmal mehr in der Startelf, einmal wurde er noch eingewechselt. Für die zweite Mannschaft in der Regionalliga Süd spielte er im Spätsommer und Herbst viermal und schoss dabei ein Tor. In der Winterpause verließ er die Münchner Löwen nach nur einem halben Jahr wieder.
Malura ging wieder zurück in die 3. Liga und schloss sich dem 1. FC Heidenheim an. Dort übernahm er sofort die Stammposition als rechter Verteidiger. Am Ende der Saison 2011/12 stellten die Schwaben mit nur 36 Gegentoren die zweitbeste Abwehr der Liga und schafften mit Platz 4 das beste Vereinsergebnis im Profifußball. Noch erfolgreicher verlief die Spielzeit 2013/14, mit dem FCH wurde er Meister der 3. Liga und stieg in die 2. Bundesliga auf.
Zur Saison 2015/16 wechselte Malura zum FC Viktoria Köln.
Zur Saison 2016/17 wechselte der Rechtsverteidiger ablösefrei zum Viertligisten Rot-Weiss Essen. Dort unterschrieb er einen Vertrag bis 2018. Er absolvierte 57 Spiele für den Traditionsverein und erzielte dabei drei Tore. Im Sommer 2018 kehrte Malura zum Wuppertaler SV zurück. Vor der Saison 2019/20 schloss er sich dem Oberliga-Aufsteiger TVD Velbert an, kehrte nach einer Spielzeit aber nach Solingen zurück, wo er ab der Saison 2020/21 für den 1. FC Solingen in der achtklassigen Kreisliga A aktiv war.